# Nicetes Escutariota
Nicetes Escutariota (en llatí Nicetas Scutariota, en grec Νικήτας) fou un religiós romà d'Orient de data incerta, nadiu de Crisòpolis o Escutàrion del Bòsfor, a l'altre costat de Constantinoble.
Va escriure:
- Homiliae III (Homilies en tres llibres).
- Scholia sive Annotationes in Nicetae Acominati Thesaurum Orthodox.
- Epistolae, De Arte Rhetorica.
- Alguns poemes i petits escrits.

Totes aquestes obres es conserven manuscrites.